# آلدیو سیدو
آلدیو سیدو (انگلیسی: Alidu Seidu؛ زادهٔ ۴ ژوئن ۲۰۰۰) بازیکن فوتبال اهل غنا است.
وی همچنین در تیم ملی فوتبال غنا بازی کرده‌است.